# John Reddington
John Reddington (Athlone, 26 giugno 1910 – Dublino, 3 ottobre 1994) è stato un missionario e vescovo cattolico irlandese.

## Biografia
Ultimo dei nove figli di una coppia di contadini, compì gli studi presso le scuole e il noviziato della Società delle missioni africane e il 2 luglio 1930 fu ammesso come membro nella congregazione. Fu ordinato prete nel 1934.
Fu assegnato alla missione della Costa di Benin e fu insegnante presso il Saint Gregory’s college di Lagos. Nel 1954 fu scelto come primo vescovo di Jos.
Nel 1964 fondò la congregazione indigena delle suore di Nostra Signora di Fatima di Shendam.
Partecipò alle prime tre sessioni del Concilio Vaticano II.
Rassegnò le dimissioni da vescovo di Jos nel 1974 e si ritirò in patria.
Malato di diabete, trascorse gli ultimi anni presso le piccole sorelle dei poveri nella Sacred Heart nursing home di Dublino.

## Genealogia episcopale
La genealogia episcopale è:
- Cardinale Scipione Rebiba
- Cardinale Giulio Antonio Santori
- Cardinale Girolamo Bernerio, O.P.
- Arcivescovo Galeazzo Sanvitale
- Cardinale Ludovico Ludovisi
- Cardinale Luigi Caetani
- Cardinale Ulderico Carpegna
- Cardinale Paluzzo Paluzzi Altieri degli Albertoni
- Papa Benedetto XIII
- Papa Benedetto XIV
- Papa Clemente XIII
- Cardinale Enrico Benedetto Stuart
- Cardinale Ignazio Busca
- Arcivescovo John Thomas Troy, O.P.
- Arcivescovo Daniel Murray
- Arcivescovo John MacHale
- Arcivescovo John MacEvilly
- Arcivescovo John Healy
- Arcivescovo Thomas Patrick Gilmartin
- Arcivescovo Joseph Walsh
- Vescovo John Reddington, S.M.A.